# Stanley Karnow
Stanley Karnow (New York, 4 febbraio 1925 – Potomac, 27 gennaio 2013) è stato un giornalista, scrittore e storico statunitense, vincitore del premio Pulitzer.

## Biografia
Durante la Seconda guerra mondiale, fu arruolato nella United States Army Air Corps in Asia e continuò ad interessarsi del quadrante del Pacifico anche dopo la fine della guerra. Dal 1959 fu un corrispondente per le riviste Time e Life. Presente in Vietnam nel luglio 1959 quando i primi americani vennero uccisi dai Viet Cong, venne posto in una lista nera che lo indicava come uno dei maggiori oppositori del presidente statunitense Richard Nixon.
Nel 1983 pubblicò Storia della guerra del Vietnam e partecipò all'organizzazione di programmi televisivi riguardanti la guerra indocinese. Scrisse inoltre altri libri incentrati sulla dittatura comunista di Mao Zedong in Cina e sugli sviluppi della politica americana nelle Filippine. Visse a Washington fino alla morte ed era riconosciuto come uno dei maggiori storici americani degli ultimi anni.

## Opere
- (EN) Mao and China: From Revolution to Revolution, Introd. by John K. Fairbank, New York, NY, Viking Press, 1972.
- Storia della guerra del Vietnam (Vietnam: A History, 1983; II ed. revised and updated, 1997), ed. italiana a cura di Piero Bairati, Collana Storica, Milano, Rizzoli, 1985,  p. 544, ISBN 978-88-17-33463-1. - BUR, 1989-2006; Collana I Classici della Storia, Mondadori, 2011.
- (EN) Mao and China: Inside China's Cultural Revolution, New York, NY, Penguin Books, 1984.
- (EN) In Our Image: America's Empire in the Philippines, New York, NY, Random House, 1989.
- (EN) Asian Americans in Transition, New York, NY, Asia Society, 1992.
- (EN) Paris in the Fifties, Ill. by Annette Karnow, New York, NY, Times Books, 1997.